# Oratorio di San Donato Vescovo
L'Oratorio di San Donato vescovo è un edificio religioso di Oleggio, in provincia e diocesi di Novara Si trova a circa 3 km dal centro cittadino, su una collina di fronte alla vallata del Ticino all'interno dell'omonimo parco piemontese.

## Storia
Le prime testimonianze dell'oratorio sono riscontrate in una pergamena datata 973 e alcuni documenti del 989. Tuttavia l'edificio attuale è risalente al XV secolo.
Nel 1568 il vescovo Giovanni Antonio Serbelloni parla di un "beneficio di San Donato", facente parte dell'Abbazia benedettina di Sesto Calende inerente alla cappella oleggese. Nel sinodo diocesano del 1590 c'è la testimonianza di un Oratorio di San Donato appartenente all'Ospedale Maggiore di Milano.

## Descrizione
All'esterno dell'edificio è presente una colonna di granito con una croce commemorativa del cimitero annesso dove erano sepolti i morti della peste del 1576 e 1629. Si può vedere nel piazzale una cappella ossario della famiglia Bertaccini, che erano gli antichi patroni dell'oratorio.
Sulla facciata esterna dell'oratorio si trova un affresco raffigurante la Madonna sopra la casa di Loreto, che sovrasta un accampamento di appestati tra San Donato e San Rocco. Le date 1649-1751, presenti sull'affresco, sono inerenti all'anno di realizzazione dell'affresco attuale e di quello precedente che fece da modello. Il dipinto è attribuito a Carlo Antonio Morino, un pittore oleggese.
All'interno dell'oratorio si trovano diversi affreschi, tra cui uno raffigurante, sulla parete meridionale, Santa Caterina d'Alessandria e San Bernardino da Siena e un altro, sulla parete orientale, il Crocifisso con la Madonna e San Giovanni Evangelista, entrambi da attribuire al pittore cinquecentesco Giovanni De Rumo. Architettonicamente si osservano due archi a sesto acuto su costolature sporgenti.
La pala d'altare con rappresentato San Donato vescovo è sostituita da una riproduzione fotografica, mentre l'originale è conservato nel Museo d'Arte Religiosa "Padre Augusto Mozzetti" di Oleggio.